# Робърт Уайз
Робърт Ърл Уайз (на английски: Robert Earl Wise) е американски филмов режисьор, продуцент и монтажист. 

## Биография
Роден е като Робърт Ърл Уайз на 10 септември 1914 година в градчето Уинчестър, щата Индиана, в семейството на Олив и Ърл Уайз. Той е най-малкият от трима братя. Баща му работи като опаковчик на месо. Робърт посещава гимназия в град Конърсвил, Индиана, чийто аудиториум в наши дни носи неговото име.

### Кариера
На 19-годишна възраст, посредством случайно намерена работа в компанията „RKO Radio Pictures“, Уайз попада във филмовия бранш. Главният редактор на отдела за звукови ефекти забелязва таланта му и го прави свое протеже. В продължение на няколко години, младежът се развива като звуков и музикален редактор, постепенно разширявайки диапазона на познанията си във филмопроизводството. Така се стига до 1941 година, когато Орсън Уелс, работейки по „Гражданинът Кейн“, търси надежден човек за монтажа. Уайз поема задачата и се справя великолепно, получавайки дори номинация за награда „Оскар“ в категорията за най-добър филмов монтаж.
С трите си номинации за награда „Оскар“ за най-добър режисьор, печелейки две статуетки, и петте си номинации за „Златен глобус“ в същата категория, Уайз е сред най-титулуваните режисьори на Холивуд от 1950-те и 1960-те години. Името му остава в историята на кинематографията най-вече с класическите продукции „Уестсайдска история“ (1961) и „Звукът на музиката“ (1965) за които освен за режисура получава награди „Оскар“ и в категорията за най-добри филми като техен продуцент. Сред останалите му високо акламирани произведения са научнофантастичният „Денят, в който Земята спря“ (1951), корпоративната драма „Управителен съвет“ (1954), психологическият трилър „Обитаван от духове“ (1963) и хитът „Пясъчните камъчета“ (1966) със звездата Стив Маккуин в главната роля.
Уайз печели репутация и с множество филми в стилистиката на жанра филм ноар, които придобиват култов статус сред почитатели и критици на киноизкуството. Сред тях са „Роден да убива“ (1947), „The Set-Up“ (1949), „Поробеният град“ (1952), „Шансове за утрешния ден“ (1959) и „Искам да живея!“ (1958), за последния от които е номиниран за „Оскар“ и „Златен глобус“.
В края на 1970-те години, голяма популярност му носи режисирането на пълнометражния фантастичен епос „Стар Трек: Филмът“, продължение на популярния телевизионен сериал.

### Персонален живот
На 25 май 1942 г. Уайз се жени за актрисата Патриша Дойл.   През дългия си съвместен живот Уайз и съпругата му обичат да се забавляват и да пътуват, преди тя да почине от рак на 22 септември 1975 г.  Двойката има един син Робърт, който става асистент оператор.  На 29 януари 1977 г. Уайз се жени за Милисънт Франклин.  Милисънт почива на 31 август 2010 г. в болница Сидърс-Синай, Лос Анджелис.

### Смърт
Робърт Уайз получава инфаркт и е откаран по спешност в Медицинския център на UCLA, където умира от сърдечна недостатъчност на 14 септември 2005 г., четири дни след 91-ия си рожден ден. 

## Избрана филмография
| Година | Филм                       | Оригинално заглавие           | Бележки                                                                       |
| ------ | -------------------------- | ----------------------------- | ----------------------------------------------------------------------------- |
| 1947   | Роден да убива             | Born to Kill                  |                                                                               |
| 1948   | Кръв по Луната             | Blood on the Moon             |                                                                               |
| 1949   | The Set-Up                 | The Set-Up                    |                                                                               |
| 1951   | Денят, в който Земята спря | The Day the Earth Stood Still |                                                                               |
| 1952   | Поробеният град            | The Captive City              |                                                                               |
| 1953   | Дестинация Гоби            | Destination Gobi              |                                                                               |
| 1954   | Управителен съвет          | Executive Suite               |                                                                               |
| 1958   | Искам да живея!            | I Want to Live!               | - номинации за „Оскар“ за режисура - номинация за „Златен глобус“ за режисура |
| 1958   | Тихо в дълбините           | Run Silent, Run Deep          |                                                                               |
| 1959   | Шансове за утрешния ден    | Odds Against Tomorrow         |                                                                               |
| 1961   | Уестсайдска история        | West Side Story               | - награда „Оскар“ за режисура - номинация за „Златен глобус“ за режисура      |
| 1963   | Обитаван от духове         | The Haunting                  | - номинация за „Златен глобус“ за режисура                                    |
| 1965   | Звукът на музиката         | The Sound of Music            | - награда „Оскар“ за режисура - номинация за „Златен глобус“ за режисура      |
| 1966   | Песъчинки                  | The Sand Pebbles              | - номинация за „Златен глобус“ за режисура                                    |
| 1977   | Одри Роуз                  | Audrey Rose                   |                                                                               |
| 1979   | Стар Трек: Филмът          | Star Trek: The Motion Picture |                                                                               |